# نائلة الشربجي
نائلة الشربجي (من مواليد 27 يناير 1998) عارضة أزياء سورية فلبينية وحاملة لقب جمال عندما توجت وهي في (23 عاماً) بمسابقة ملكة جمال الفلبين الأرض 2021. المسابقة الافتراضية للمرة الثانية التي تقام عبر الإنترنت عن بعد وذلك بسبب القيود والإجراءات الاحترازية التي فرضتها جائحة كورونا، متفوقة على 67 متسابقة، مثلت الفلبين في مسابقة ملكة جمال الأرض 2021 وحصلت على المركز الثامن في الدور قبل النهائي.

## نشأتها
ولدت نائلة الشربجي في سوريا وانتقلت مع عائلتها إلى الفلبين قبل عشر سنوات وهي في سن الحادية عشرة بسبب الحرب الأهلية السورية، وتعيش الآن في مدينة بارانياكا - مترو مانيلا، وتعمل وكيلة عقارات وعارضة أزياء، وفي عام 2017 شاركت في مسابقة "ملكة جمال مانيلا" وحصلت على المركز الرابع.

## روابط خارجية
- نائلة الشربجي على إنستغرام

| الجوائز و الإنجازات       | الجوائز و الإنجازات          | الجوائز و الإنجازات                    |
| ------------------------- | ---------------------------- | -------------------------------------- |
| سبقه روكسان باينز (باغيو) | ملكة جمال الفلبين الأرض 2021 | تبعه جيني رامب (سانتا إغناسيا، تارلاك) |